# Context marketing
Il context marketing è una tecnica di marketing particolarmente adeguata per il canale digitale, soprattutto mobile e può essere ritenuto a tal proposito una branca del marketing strategico. Espleta le sue azioni coniugando le variabili quali tempo, luogo e comportamento utente spesso dedotto con un mix di fonti. L'azione è predisposta sfruttando principalmente dispositivi personali quali smartphone o altri dispositivi indossabili per la loro “simbiosi” con i soggetti destinatari dei messaggi. Tramite l'utilizzo di tecniche varie - ad esempio i cookie su browser - è possibile attuare meccanismi similari relativi al contesto anche su postazioni fisse, poiché le precedenti variabili possono essere comunque acquisite, sebbene i mezzi presentino un legame più debole con l'utente, con dinamiche che sono quindi più rivolte al contesto di esperienza online piuttosto che relativa al mondo fisico circostante.